# Гуттус

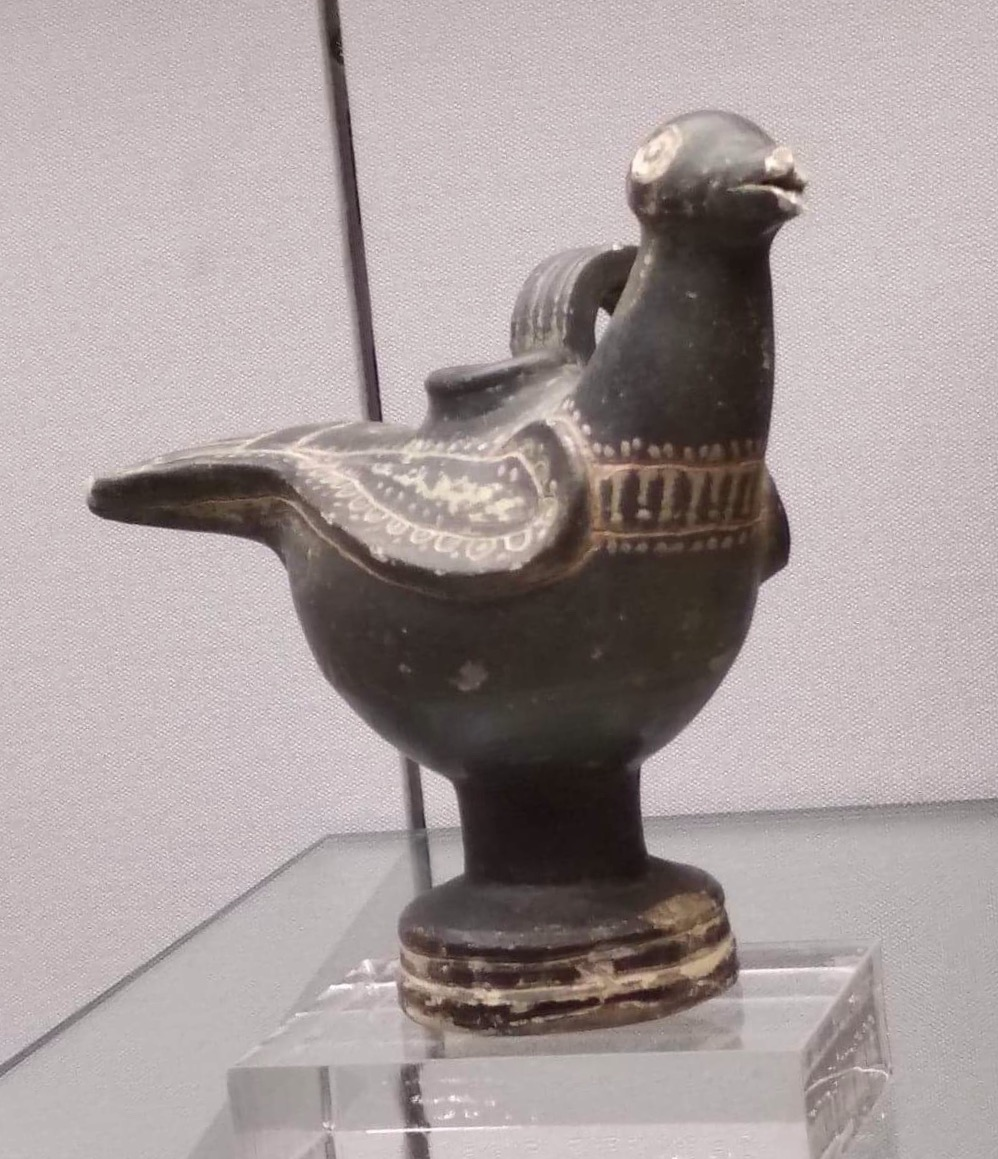
Гутт в форме птицы. ГМИИ имени Пушкина

Гуттус, гутт (лат. Guttus — капельник) — сосуд в античной Греции для дозирования жидкости (масла или воды) по каплям. Он изготавливался из различных материалов и служил предположительно в качестве жертвенного сосуда. Точная форма и вид не дошли до наших дней, но в современной археологии с понятием гуттуса связывают маленький, похожий на банку кувшин с круглой ручкой и маленьким коротким носиком в форме трубки, расположенным у верхнего края сосуда.
В. Блаватский сообщает, что гуттус использовался для заправки маслом светильников и кормления детей молоком. Отличительная черта сосуда — наличие стока либо горизонтального, либо вертикального в верхней части вместилища для формирования узкой струйки или капель жидкости. Один из самых древних известных гуттусов — чернолаковый сосуд V в. до н. э. из собрания Эрмитажа, найденный в 1904 году в одной из могил (№ 135) Пантикапея. Этот гуттус имеет элементы, заимствованные у килика: горизонтально расположенную ручку, ножку и тулово. Сверху сосуд перекрыт перепонкой, в которой проделано множество отверстий, сток прикреплён к тулову сбоку.
Позднее (IV—III вв. до н. э.) получили значительное распространение расписные керамические гуттусы более простой формы. Вместилище у такого гуттуса высокое, суживающееся к низу, небольшое круглое отверстие вверху служило для заполнения сосуда жидкостью. Оно охвачено плечиками сосуда, расположенными горизонтально и округло переходящими в стенки. Ножка простая и маленькая. На уровне плечиков — горизонтальный сток в виде трубки, сбоку от стока расположена ручка в форме кольца.